# Camrose
Camrose je kanadské město v Albertě, které se rozkládá podél železniční tratě Canadian Pacific Railway a dálnice Alberta Highway 13. V roce 2016 mělo 18 742 obyvatel.

## Historie
Oblast města byla osídlena okolo roku 1900. V roce 1905 bylo sídlo registrováno jako vesnice a od roku jako malé město ("town"). Od roku 1955 má městská práva jako "city".